# Ignaz Franz
Ignaz Franz, född 12 oktober 1719 i Protzan vid Frankenstein in Schlesien och avled 19 augusti 1790 i Breslau. Han var en tysk katolsk präst, teolog och psalmförfattare.

## Biografi
Franz studerade filosofi och teologi vid universitetet i Breslau. Med stöd av Philipp Ludwig von Sinzendorf påbörjade han sin prästbana. 
1753 blev Franz  prästvigd i den romersk katolska kyrkan och kallades till tjänstgöring i Schlawe. 1766 arbetade han för greve Philipp Gotthard von Schaffgotsch men återvände sen till Breslau och arbetade där som rektor vid den katolska prästutbildningen. 
Franz avled den 19 augusti 1790 i Breslau där han begravdes. 